# GAKI・KAME
GAKI・KAME（ガキカメ）は、FM-FUJIのラジオ番組。毎週土曜23:00～24:00のハロー!プロジェクトの番組『Hello! Project Night』の後半23:30～24:00に放送されていた。2007年4月7日放送開始。2008年9月27日放送終了。
なお、『Hello! Project Night』の前半23:00～23:30は、℃-uteの矢島舞美・鈴木愛理・岡井千聖がパーソナリティを務める「CUTIE PARTY」であった。

## 放送時間
土曜23:30～24:00
ただし、番組は『Hello! Project Night』として「CUTIE PARTY」と一つの番組枠で放送されているため、「CUTIE PARTY」のエンディングに続いて「GAKI・KAME」のオープニングが放送される。そのため実質的には23:30丁度に開始することは殆ど無く、だいたい23:27～29頃となることが多い。早い時では23:25頃開始することもある。

## 出演

### パーソナリティ
- 新垣里沙（モーニング娘。）
- 亀井絵里（モーニング娘。）

### ゲスト
- 嗣永桃子（Berryz工房） - 2007年6月30日放送分
- 田中れいな（モーニング娘。） - 2007年7月28日放送分
- 高橋愛（元モーニング娘。） - 2007年11月17日放送分
- 清水佐紀（Berryz工房） - 2007年12月1日放送分
- ジュンジュン（元モーニング娘。） - 2008年7月5日放送分
- 小川麻琴（元モーニング娘。） - 2008年7月12日放送分

## 内容
- 番組内でも度々語られているが、番組を仕切るのは新垣、台本が手渡されているのも新垣のみである。亀井に台本が渡されていても、1枚程度と少ない。
- 亀井は新垣の進行に構わず本番中に自由奔放な発言・行動を繰り返し(本番中に落書きをしたこともあり、当然のことながら新垣に注意される)、新垣を困らせているが、そんな二人のやり取りがこの番組の面白さを生み出している。ゲスト出演した田中れいなはオープニングでの二人の遣り取りを見て、涙を流して大爆笑。「コントですか？これ」とコメントしていた。
- 亀井は番組内において「テキトーキャラ」「KY(空気読めない)キャラ」となり、挙句の果てには2007年9月ごろの放送において番組中に新垣から「空気読めません」とプリントされたTシャツまでプレゼントされる羽目になった。

### コーナー
- 悩み相談
- 心理テスト
- なりきりナルシスト

リスナーから寄せられたあらゆる自慢話を紹介するコーナー

### 過去に存在したコーナー
- BE ポジティブ

リスナーから寄せられたネガティブな出来事を、2人でポジティブな気分にしてしまおうというコーナー。

## 備考
- 2007年10月20日の放送では、たまたまスタジオを訪れていた安倍なつみが1分ほど出演した。
- 本番組終了後もFM-FUJIでは、真野恵里菜の「MANO-DELI」、鞘師里保の「RIHO-DELI」、モーニング娘｡12期メンバーの「モーニング娘。'15 12期日記」「モーニング娘。'19のモーニングダイアリー」「こぶしファクトリーの夜空で逢いましょう」、Juice-Juiceの井上玲音による「井上玲音のMusic Letters」とハロプロ枠の番組が継続して放送されている。